# Oberonia acaulis
Oberonia acaulis är en orkidéart som beskrevs av William Griffiths. Oberonia acaulis ingår i släktet Oberonia och familjen orkidéer.

## Underarter
Arten delas in i följande underarter:
- O. a. acaulis
- O. a. luchunensis